# Isma'il al-Mansur Bi-Nasrillah
Isma'il al-Mansur (913-953) (árabe: إسماعيل المنصور) fue el tercer califa fatimí de Ifriqiya y gobernó entre 946 y 953.
Isma'il nació en 913 en Raqqada cerca de Kairuán y sucedió a su padre Muhammad al-Qa'im Bi-Amrillah (934-946). El reino fatimí se encontraba en profunda crisis debido a la rebelión de Abu Yazid (943-947). Sin embargo, después de que la unidad de los rebeldes comenzara a agrietarse, Isma'il pudo sofocar la rebelión con la ayuda de los bereberes ziríes en el 947. Después de esta victoria, tomó el epíteto de al-Mansur, y construyó una residencia nueva en el al-Mansuriya cerca de Kairuán.
Al-Mansur se dedicó a la reorganización del Estado fatimí hasta el final de su reinado. No reaccionó a la extensión de la autoridad de los omeyas de Córdoba en Marruecos, pero recuperó Sicilia, desde donde emprendió incursiones contra Italia. Reforzó el gobierno en Sicilia mediante el nombramiento de emires saqlies en la isla. 
Al-Mansur murió después de una enfermedad grave el 18 de marzo de 953 y le sucedió su hijo Ma'ad al-Muizz Li-Dinillah (953-975).
| Predecesor: Muhammad al-Qa'im Bi-Amrillah | Califato fatimí 946-953 | Sucesor: Al-Muizz' |